# Beechcraft Duke

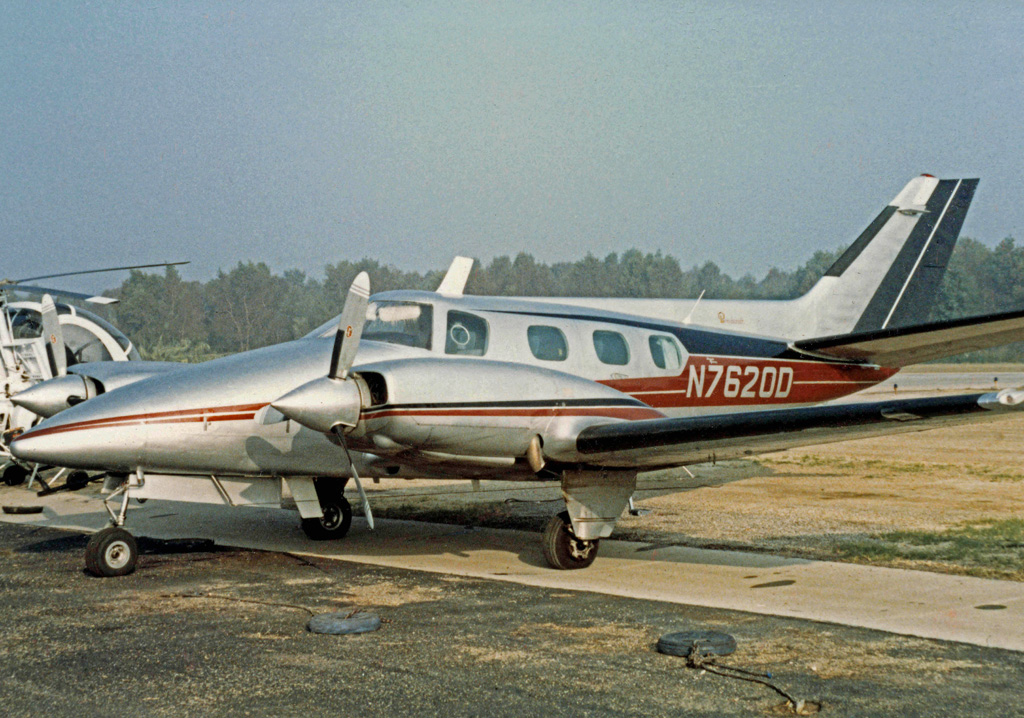
Beech A60 Duke в 1986 году

Beechcraft 60 Duke − лёгкий самолёт компании «Beechcraft».

## История
Разработка Beechcraft 60 началась в начале 1965 года с целью заполнить пробел между Beechcraft Baron и Beechcraft Queen Air. 29 декабря 1966 года опытный образец совершил первый полёт. 1 февраля 1968 года FAA выдало сертификат. Производство и поставка заказчикам началась в июле 1968 года.
Beechcraft 60, несмотря на свои очень хорошие характеристики, продавался умеренно, главным образом потому, что сложная технология требовала больших затрат на обслуживание. Производство было остановлено в 1983 году.
Duke (в переводе — Герцог) стал первым самолётом компании Beechcraft, имевшим герметичный салон.

## Конструкция
Пассажирский салон оборудован широкими креслами, а вход осуществляется через входную дверь с левой стороны в задней части фюзеляжа.
Beechcraft A60, который вышел на рынок в 1970 году, представляет собой шаг вперед по сравнению с Beechcraft 60 Duke, с улучшенной гермокабиной с использованием передовых сотовых конструкций, более лёгкими и эффективными турбокомпрессорами. Последний вариант, B60 был представлен в 1974 году. Внутреннее устройство было обновлено, а эффективность двигателя снова увеличена за счёт усовершенствованных турбонагнетателей.
Большинство всё ещё летающих Duke B-60 сохранили своё первоначальное оборудование. Электромеханические системы управления первых серийных машин на последующих были заменены на более простые механические. В конструкции самолёта используются турбированные двигатели Lycoming TIO541-B4 мощностью по 380 л. с. каждый.

## Модификации

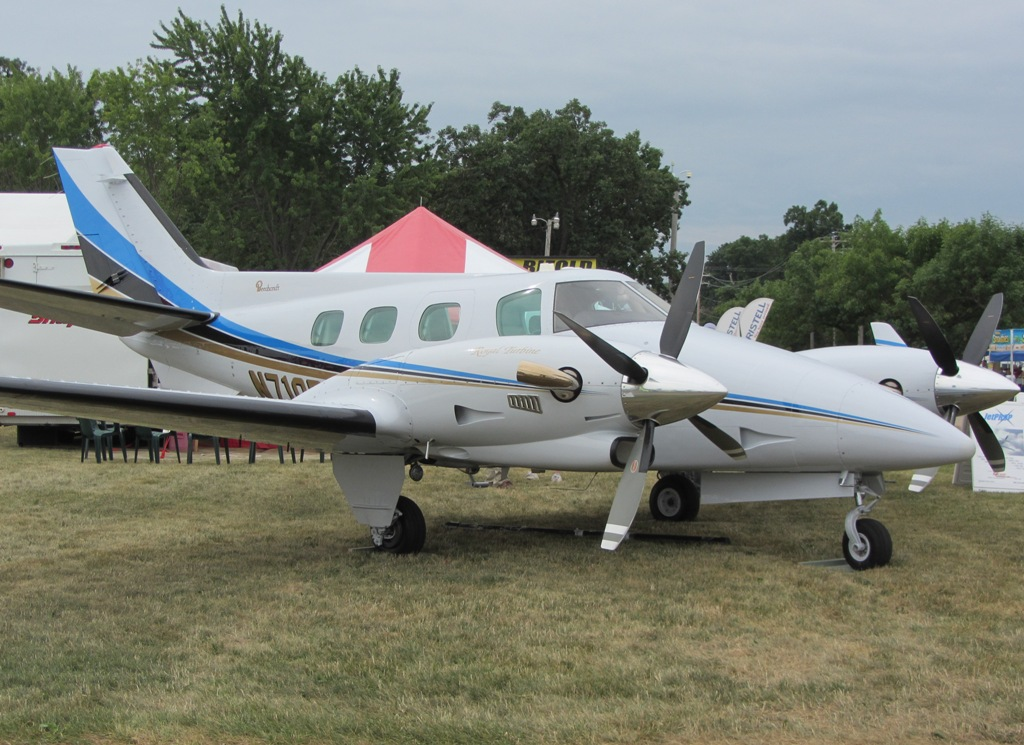
Royal Turbine Duke

Некоторые самолёты Duke были модифицированы компанией Rocket Engineering: были заменены поршневые двигатели Lycoming на газотурбинные двигатели Pratt & Whitney Canada PT6A-21 или −35. Эти самолёты получили название Royal Turbine Duke.
У них был увеличен запас топлива на 28 галлонов и повышена грузоподъёмность на 400 фунтов. Длина разбега при взлёте сократилась c 1500 футов до 1000 футов, а посадочный пробег уменьшился с 2000 футов до 900.
Максимальная скорость набора высоты увеличена с 1600 футов в минуту до 4000 футов в минуту, что снижает время набора высоты 25 000 футов с 25 до 9 минут. Крейсерская скорость увеличена до 290 узлов на высоте 29 000 футов.
У модификации есть некоторые недостатки, поскольку она увеличивает расход топлива с 56 галлонов в час до 66 и снижает сертифицированный потолок с 30 000 футов до 28 000.

## Эксплуатация
Beechcraft 60 Duke покупали фирмы и частные пилоты. Большинство самолётов было продано в США, но небольшая часть экспортировалась во многие страны, включая Аргентину, Австралию, Бразилию, Канаду, Хорватию, Финляндию, Францию, Германию, Гондурас, Исландию, Сербию, Словению, Швецию, Швейцарию, Южную Африку и Великобританию. Один Duke находился на вооружении Сил обороны Ямайки. Многие самолёты остаются в строю и в начале двадцать первого века.

## Технические характеристики
Данные из книги Jane’s All The World’s Aircraft 1976-77.

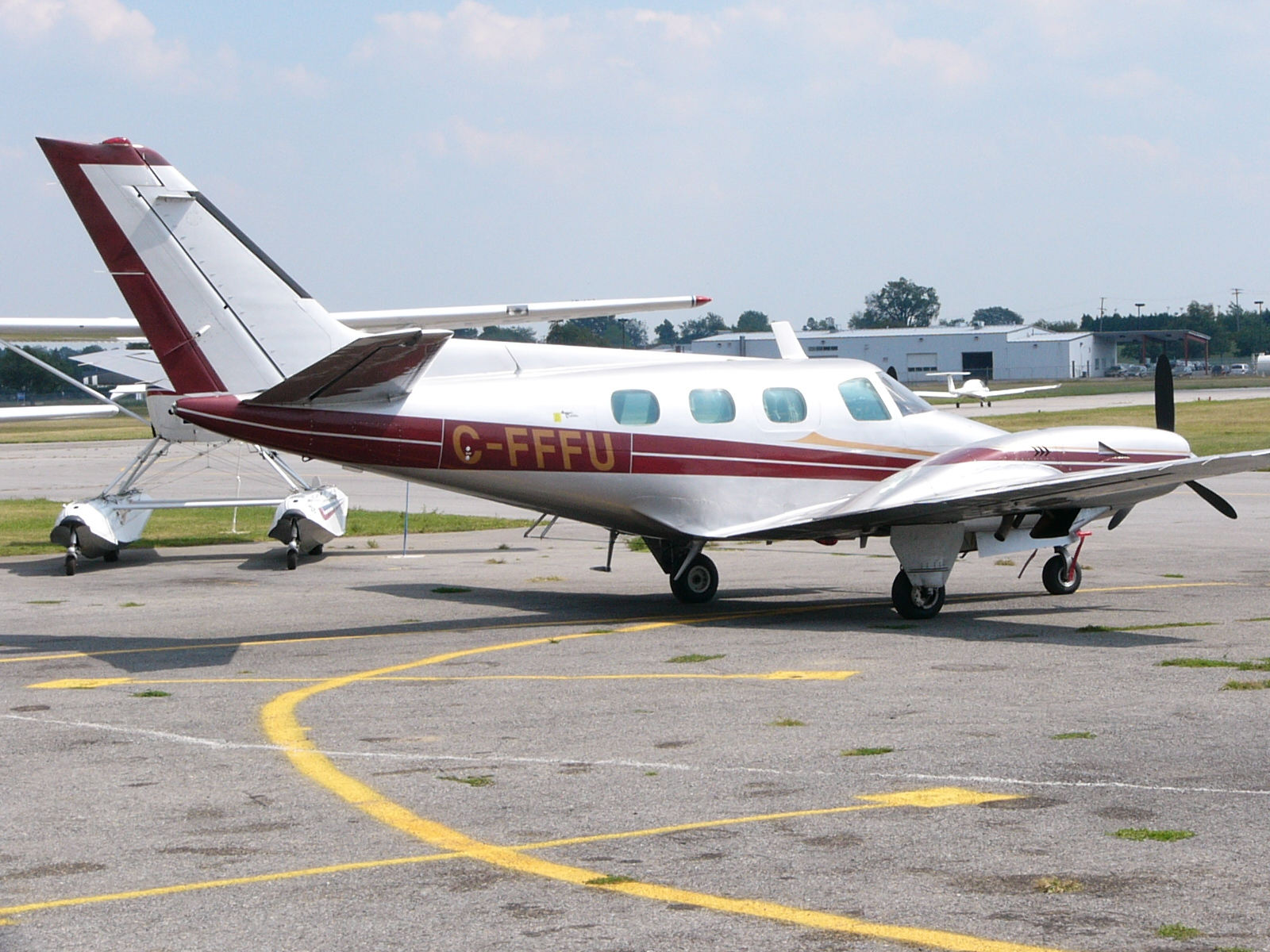
Beechcraft 60 Duke с хвостовым оперением высокой стреловидности

### Общие характеристики
- Экипаж: 1
- Вместимость: 5 пассажиров
- Длина: 10,31 м
- Размах крыльев: 11,972 м
- Высота: 12 футов 4 дюйма (3,76 м)
- Пустой вес: 1939 кг
- Максимальный взлётный вес: 3073 кг
- Ёмкость топливного бака: 540 литров (нормальная), 880 литров с дополнительными баками
- Двигатель: 2 × Lycoming TIO-541-E1C4 с турбонаддувом, шестицилиндровый, горизонтально-оппозитный двигатель с прямым приводом, мощностью 380 л. с. каждый
- Винты: 3-лопастные Hartzell постоянной скорости

### Лётные характеристики
- Максимальная скорость: 459 км/ч на высоте 7000 м
- Крейсерская скорость: 330 км/ч на высоте 6100 м
- Дальность: 2272 км
- Практический потолок: 9 100 м
- Скорость подъёма: 1601 фут/мин (8,13 м/с)[2]